# Berwick, East Sussex
Berwick är en ort och civil parish i Storbritannien.   Den ligger i grevskapet East Sussex och riksdelen England, i den södra delen av landet, 80 km söder om huvudstaden London. Berwick ligger 30 meter över havet och antalet invånare är 289.
Terrängen runt Berwick är huvudsakligen platt, men västerut är den kuperad. Terrängen runt Berwick sluttar norrut.  Närmaste större samhälle är Eastbourne, 11,1 km sydost om Berwick. Trakten runt Berwick består i huvudsak av gräsmarker.